# List „Drogi szefie”
List „Drogi Szefie” – list wysłany w 1888 przez nadawcę podającego się za niezidentyfikowanego wiktoriańskiego seryjnego mordercę znanego jako Kuba Rozpruwacz. Został on wysłany i odebrany przez londyńską Centralną Agencję Prasową 27 września 1888. Dwa dni później przesłano go do biura Scotland Yardu.
Podobnie jak inne rzekome listy Kuby Rozpruwacza wiadomość zawiera liczne błędy ortograficzne oraz interpunkcyjne. Brzmi ona:

Dear Boss,
I keep on hearing the police have caught me but they wont fix me just yet. I have laughed when they look so clever and talk about being on the right track. That joke about Leather Apron gave me real fits. I am down on whores and I shant quit ripping them till I do get buckled. Grand work the last job was. I gave the lady no time to squeal. How can they catch me now. I love my work and want to start again. You will soon hear of me with my funny little games. I saved some of the proper red stuff in a ginger beer bottle over the last job to write with but it went thick like glue and I cant use it. Red ink is fit enough I hope ha. ha. The next job I do I shall clip the ladys ears off and send to the police officers just for jolly wouldn't you. Keep this letter back till I do a bit more work, then give it out straight. My knife's so nice and sharp I want to get to work right away if I get a chance. Good Luck. Yours truly
Jack the Ripper
Dont mind me giving the trade name
PS Wasnt good enough to post this before I got all the red ink off my hands curse it No luck yet. They say I'm a doctor now. ha ha

Poniżej przedstawiono jej spolszczenie:

Drogi Szefie,
Ciągle słyszę, że policja złapała mnie, ale nie przymkną mnie, na razie. Śmieję się, gdy oni wyglądają tak mądrze i mówią o byciu na właściwym tropie. Ten żart o Skórzanym Fartuchu naprawdę mnie ubawił. Nie trawię dziwek i będę je rozpruwał, dopóki nie zostanę zamknięty. Ostatnia praca była wspaniałym dziełem. Nie dałem damie czasu na kwik. Jak złapią mnie teraz. Kocham swoją pracę i chcę znowu zacząć. Wkrótce usłyszysz o mnie i moich małych sztuczkach. Zostawiłem trochę stosownej czerwonej substancji w butelce po piwie imbirowym po ostatniej robocie aby napisać nią ale zgęstniała niczym klej, więc nie mogę jej użyć. Mam nadzieję, że czerwony tusz wystarczająco pasuje ha. ha. Pracując następnym obetnę damie uszy i wyślę funkcjonariuszom policji, tak dla zabawy.  Zatrzymajcie ten list aż nie zrobię trochę więcej, później go wydajcie.  Mój nóż jest tak miły i ostry oraz chcę dać mu zajęcie, kiedy tylko będzie taka możliwość. Powodzenia, Pozdrawiam,
Kuba Rozpruwacz
Wybacz, że użyję pseudonimu.
PS Niezbyt dobrym pomysłem było wysyłanie tego zanim nie zmyłem czerwonego tuszu z rąk, a niech to bez szczęścia na razie. Teraz mówią, że jestem lekarzem. ha ha

Początkowo list ten uznano za fałszywkę, jednak kiedy zwłoki Catherine Eddowes odnaleziono z odciętym płatkiem ucha, ze względu na zawartą w wiadomości pogróżkę „obetnę damie uszy” ponownie zainteresowano się nią. Policja opublikowała ulotki z faksymilami tego tekstu, licząc, że ktoś po charakterze pisma rozpozna autora. Nic to jednak nie dało. Również liczne gazety przedrukowały jego treść, co przyczyniło się do nadzwyczajnej popularności mordercy z Whitechapel. List „Drogi Szefie” jest pierwszym tekstem, w którym pojawia się pseudonim Kuba Rozpruwacz. Wkrótce potem policja odebrała ponad sto innych wiadomości tak podpisanych.

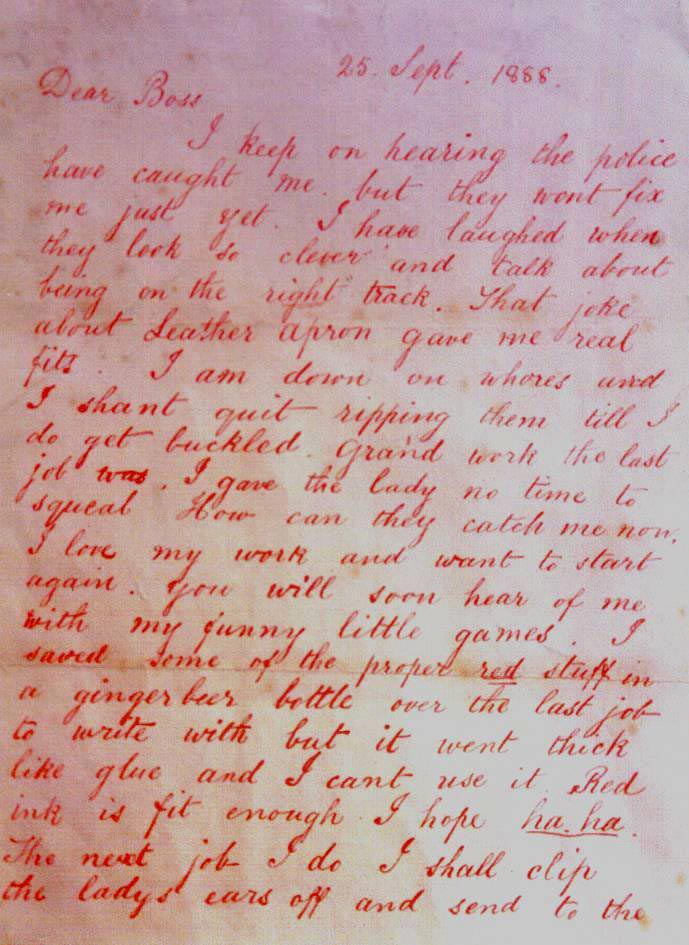
Faksymile pierwszej strony listu „Drogi Szefie"
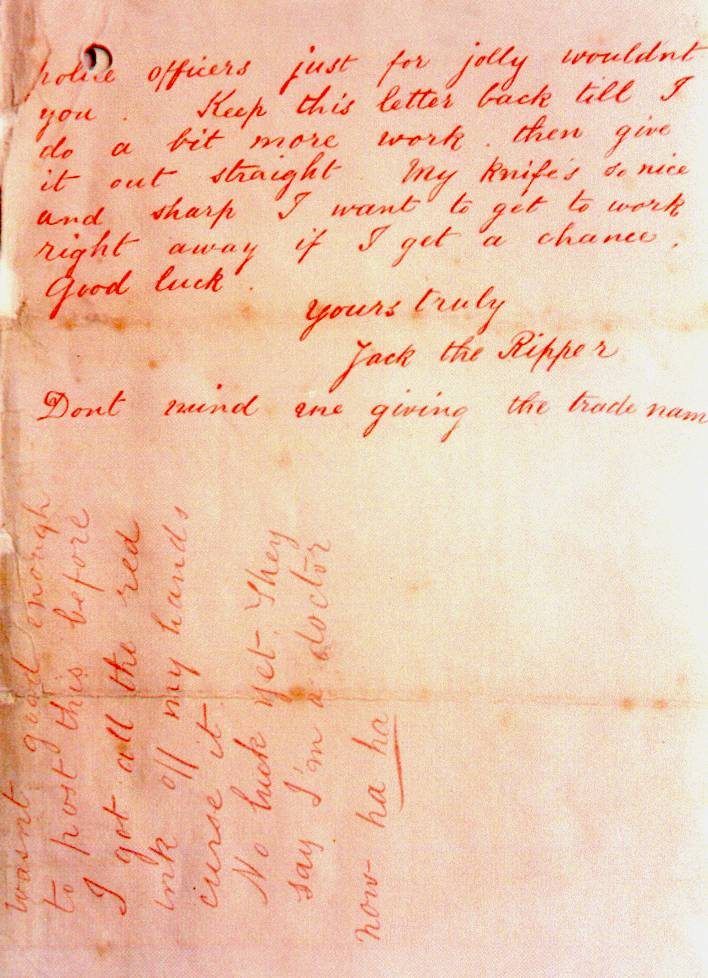
Faksymile drugiej strony listu „Drogi Szefie"
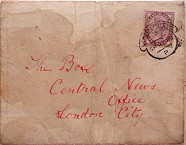
Faksymile koperty listu „Drogi Szefie"

Policja podejrzewała, że list „Drogi Szefie” został napisany przez jakiegoś dziennikarza, jednak spekulacje te zostały zagłuszone przez sensacyjne artykuły prasowe. Współcześni badacze różnią się poglądami co do jego autentyczności, choć często uważa się, że ta wiadomość obok karty pocztowej „Zuchwały Kuba” oraz listu „z piekieł” jest najwiarygodniejsza ze wszystkich rzekomych listów Rozpruwacza. Niektórzy próbowali porównać ich charakter pisma oraz podejrzanych.
Wkrótce po zakończeniu śledztwa list „Drogi Szefie” zaginął, prawdopodobnie zabrany na pamiątkę przez jednego z zaangażowanych w dochodzenie policjantów. Jednak w 1988 został zwrócony funkcjonariuszom przez anonimową osobę.